# Terreno limoso
In agronomia, un terreno limoso è un suolo costituito al 10% di sabbia, all'80% di limo e al 10% di argilla.

## Proprietà agronomiche
La capacità idrica, adsorbimento e la dotazione degli elementi nutritivi sono intermedie tra quelle dei terreni sabbiosi e dei terreni argillosi.

### Difetti
I terreni limosi hanno una forte tendenza a conservarsi allo stato disperso, con effetto addensante, risultando impermeabili sia all'aria, sia all'acqua.
Sotto l'azione della pioggia battente formano uno strato superficiale fangoso, che in seguito si trasforma in una crosta dura che ostacola l'emersione della plantula e gli scambi gassosi con l'atmosfera. Per ridurre il problema, questi terreni devono essere lavorati con poco anticipo rispetto alla semina.